# Umbellula guentheri
Umbellula guentheri is een Pennatulaceasoort uit de familie van de Umbellulidae. De wetenschappelijke naam van de soort is voor het eerst geldig gepubliceerd in 1880 door Kölliker. De soort werd ontdekt tijdens de Challenger-expeditie (1872-1876).